# 井上勇一
井上 勇一（いのうえ ゆういち、1月23日 - ）は、日本の声優、俳優。ケッケコーポレーション所属。東京都出身。

## 人物
以前はEARLY WINGに所属していた。
趣味はスノーボード、旅行、カメラ、アナログゲーム。特技は殺陣、擬闘、コーヒードリップ。資格はサウナ・スパ健康アドバイザー。
妹がいる。

## 出演

### テレビアニメ
- 普通の女子校生が【ろこどる】やってみた。（2014年）
- Go!プリンセスプリキュア（2015年、映画部部長、果物屋のお兄さん）
- 銀魂.（2018年、俺の流儀ナレーター）

### ゲーム
- 戦場の円舞曲（2014年）

### ドラマCD
- ウィッチクラフトワークス俺の芋娘・リメイク版（兄[4]）

### 吹き替え
- アビゲイル クローズド・ワールド（英語版）

### テレビ番組
- 新陰流を創った男! 上泉伊勢守とは!?（ボイスオーバー）

### ドラマ
- エリートヤンキー三郎（2007年）
- 近キョリ恋愛〜Season Zero〜（2014年）
- 3.11 その日、石巻で何が起きたのか〜6枚の壁新聞（2016年）

### 映画
- 探偵はBARにいる（2011年）